# Нельмін-Нос
Нельмін-Нос (ненец. Нельмин-Нос, рос. Нельмин-Нос) — селище у Заполярному районі Ненецького автономного округу Архангельської області Російської Федерації.
Населення становить 817 осіб (2017). Входить до складу муніципального утворення Малоземельська сільрада.

## Історія
До 1920-их років населений пункт належав до Архангельської губернії. Від 1929 року належить до Ненецького автономного округу, від 2005 — новоутвореного Заполярного району. Згідно із законом від 24 лютого 2005 року органом місцевого самоврядування є Малоземельська сільрада.

## Населення
| 2002 | 2010 | 2011 | 2012 | 2013 | 2014 | 2015 |
| ---- | ---- | ---- | ---- | ---- | ---- | ---- |
| 970  | ↘916 | ↗941 | ↘879 | ↘847 | ↘816 | ↘796 |
| 2016 | 2017 |      |      |      |      |      |
| ↗799 | ↗817 |      |      |      |      |      |